# Шанаев, Джантемир Токаевич
Джантемир Токаевич Шанаев, другие варианты имени — Дзантемир, Джантемыр, отчества — Такаевич, Текаевич (1850-е годы, село Шанаево, Терская область, Российская империя — 1928 год, Владикавказ) — адвокат, осетинский общественный деятель, этнограф, один из основателей Общества по распространению образования и технических сведений среди горцев Терской области и издательского общества «Ир».

## Биография
Родился в начале 1850-х годов в селе Шанаево (сегодня — Брут) Терской области. Окончил Владикавказскую школу военных воспитанником, в 1868 году — Ставропольскую гимназию, затем обучался на юридическом факультете Одесского университета. С 1874 года — адвокат во Владикавказе. Кроме адвокатской деятельности, занимался просвещением горцев. В 1882 году вместе с осетинским поэтом Коста Хетагуровым, меценаткой Варвара Шредерс и адвокатом Магомедом Далгатом основал просветительское «Общество по распространению образования и технических сведений среди горцев Терской области». Неоднократно избирался председателем правления издательского общества «Ир».
Основал на собственные средства народную школу для осетин-мусульман в родном селе Шанаево.
Находился в дружеских отношениях с поэтом Коста Хетагуровым. Материально поддерживал поэта в годы его ссылки.
Одним из первых проявил интерес к Нартскому эпосу и осетинским народным сказаниям. Написал несколько статей об осетинской этнографии.
До 1910-х годов проживал в доме № 46 на Александровском проспекте. В 1910-е годы переехал в соседний дом № 47 на противоположной стороне Александровского проспекта.
Умер в 1928 году. Похоронен на Староосетинском кладбище на современной улице Павленко. Надгробие до нашего времени не сохранилось.
Сочинения
- Осетинские народные сказания, Сборник сведений о кавказских горцах, выпуск III, 1870
- Свадьба у северных осетин, Сборник сведений о кавказских горцах, выпуск V, 1871
- Присяга по обычному праву осетин, Сборник сведений о кавказских горцах, выпуск VI, 1873